# 艾瑞卡 (德国军歌)

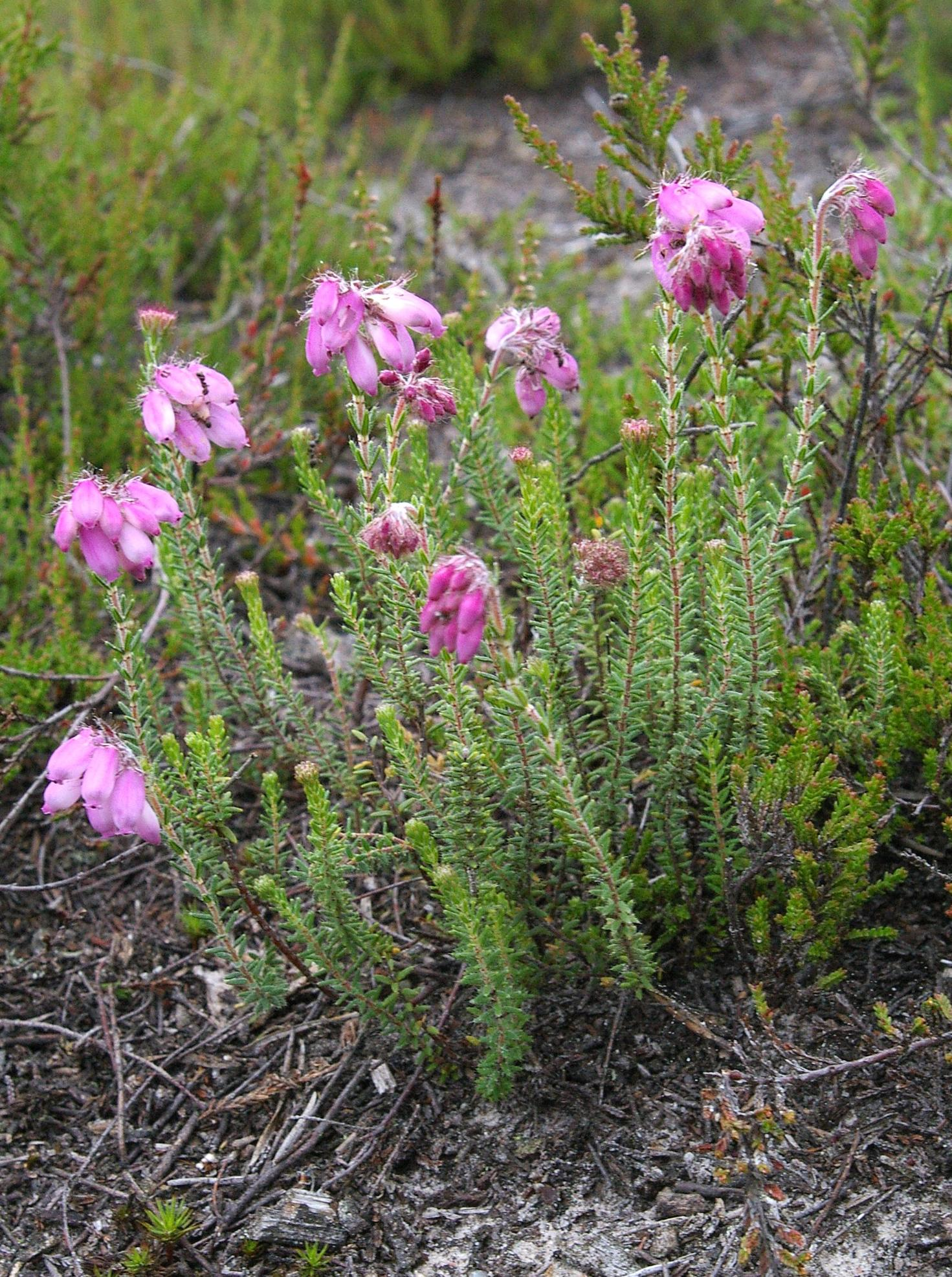
貝爾石南花（Glocken-Heide，Erica tetralix）

艾瑞卡（德語：Erika）是二战时期纳粹德国非官方军歌，词曲由德国军歌作曲家赫爾姆斯·尼爾于1930年代创作，1938年出版。艾瑞卡是德国一种常见的花卉，属于歐石楠屬。歌词用拟人化的修辞手法，像赞美美女一样赞美艾瑞卡，表达对家乡对祖国的热爱之情。歌曲旋律並不像德國傳統的軍隊歌曲那样雄壮或悲情，而是輕快、浪漫，是二战中德国军人最喜爱的歌曲之一。